# Karczmisko (Masyw Śnieżnika)
Karczmisko – wzniesienie 694 m n.p.m. w południowo-zachodniej Polsce w Sudetach Wschodnich, w Krowiarkach (Masyw Śnieżnika).

## Położenie
Wzniesienie, położone w Sudetach Wschodnich, w północno-zachodniej części Masywu Śnieżnika, na północno-zachodnim rozrogu odchodzącym od Śnieżnika, w środkowej części Krowiarek, około 5 km na zachód od miejscowości Stronie Śląskie. Wznosi się w środkowej części Krowiarek, w bocznym grzbiecie, odchodzącym od grzbietu północno-wschodniego w rejonie Przełęczy pod Chłopkiem ku zachodowi i skręcającym w Wapnisku na północ. Za Karczmiskiem grzbiet ponownie skręca na północny zachód, a później na północ.

## Budowa geologiczna
Wzniesienia zbudowane ze skał metamorficznych, głównie łupków łyszczykowych z wkładkami marmurów (dolomitów krystalicznych i wapieni krystalicznych) oraz kwarcytów serii strońskiej. Na północ od szczytu znajduje się obszar występowania gnejsów, należących do metamorfiku Lądka i Śnieżnika.

## Roślinność
Wzniesienie w części w większości porasta las mieszany i świerkowy regla dolnego z polanami zajętymi przez łąki.